# Премія Островського

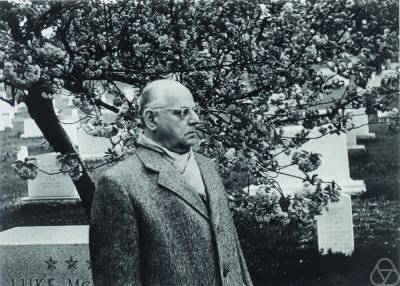
Олександр Островський

Пре́мія Остро́вського (англ. Ostrowsli Prize) — міжнародна наукова нагорода, яку присуджують за видатні математичні досягнення.
Лауреатів вибирає міжнародне журі з університетів Базеля, Єрусалиму і Ватерлоо та академій наук Данії та Нідерландів. Премія створена за заповітом німецько-швейцарського математика єврейського походження, уродженця Києва Олександра Островського, який з 1928 по 1958 рр.. був професором математики в Базельському університеті. Зі спадщини науковця був утворений спеціальний фонд для присудження премії. Нагорода має присуджуватися кожного непарного року математику або групі науковців, які показали найкращі результати в галузі математики. Вперше присуджена 1989 року. Грошова премія становить 100 000 швейцарських франків. Починаючи з 1995 року Фонд Островського може одночасно виділяти грант у розмірі 25 000 франків.

## Лауреати
| Рік  | Лауреат премії                                   | Країна                                       |
| ---- | ------------------------------------------------ | -------------------------------------------- |
| 1989 | Луї де Бранж                                     | Франція / США                                |
| 1991 | Жан Бурген                                       | Бельгія                                      |
| 1993 | Міклош Лацкович Марина Ратнер                    | Угорщина Росія / США                         |
| 1995 | Ендрю Джон Вайлс                                 | Велика Британія                              |
| 1997 | Юрій Нестеренко Жиль Піз'є                       | Росія Франція                                |
| 1999 | Олександр Бейлінсон Гельмут Гофер                | Росія / США Швейцарія / США                  |
| 2001 | Генрик Іванец Пітер Сарнак Річард Лоуренс Тейлор | Польща / США ПАР / США Велика Британія / США |
| 2003 | Пол Сеймур                                       | Велика Британія                              |
| 2005 | Бен Грін Теренс Тао                              | Велика Британія Австралія / США              |
| 2007 | Одед Шрамм                                       | Ізраїль / США                                |
| 2009 | Сорін Попа                                       | Румунія / США                                |
| 2011 | Іб Мадсен Девід Прайсс Канан Сундарараджан       | Данія Велика Британія Індія / США            |
| 2013 | Чжан Їтан                                        | США                                          |
| 2015 | Петер Шольце                                     | Німеччина                                    |
| 2017 | Акшай Венкатеш                                   | Індія / Австралія                            |
| 2019 | Ассаф Наор                                       | Ізраїль / США                                |
| 2021 | Тім Остін                                        | Велика Британія                              |
| 2023 | Яків Цимерман                                    | Канада                                       |